# Amiga 1200
L'Amiga 1200, ou A1200, était le micro-ordinateur Amiga de troisième génération de Commodore International, destiné au marché familial. il sortit en octobre 1992, au prix de 399 £ au Royaume-Uni et 599 $ aux États-Unis. Il avait pour concurrent direct l'Atari Falcon030.

## Description
Comme ses prédécesseurs, l'Amiga 500 et l'Amiga 600 (dont il reprend d'ailleurs le design de ce dernier, un pavé numérique en plus), il était conçu comme un « tout en un », incorporant processeurs, clavier, lecteur de disquettes, dans une seule unité. Il était vendu avec 2 Mo de mémoire, la troisième génération de chipset graphique Amiga (AGA), et l'AmigaOS 3.0. Il utilise un processeur Motorola MC68EC020 cadencé à 14 MHz. En extension, l'Amiga 1200 comporte un slot mémoire/CPU et un port PCMCIA Type II.
Comme la mémoire est partagée entre le processeur principal et les coprocesseurs vidéo et sonore, le simple fait d'étendre la mémoire au-delà des 2 Mo double les performances de la machine. Plusieurs constructeurs tiers proposaient des accélérateurs contenant des processeurs 68020, 68030, 68040, 68060 et, sur le tard, des PowerPC, ce qui augmente encore significativement la puissance de la machine et nécessite parfois de remonter l'Amiga en tour, afin d'éviter une surchauffe de la carte-mère originelle.

## Historique

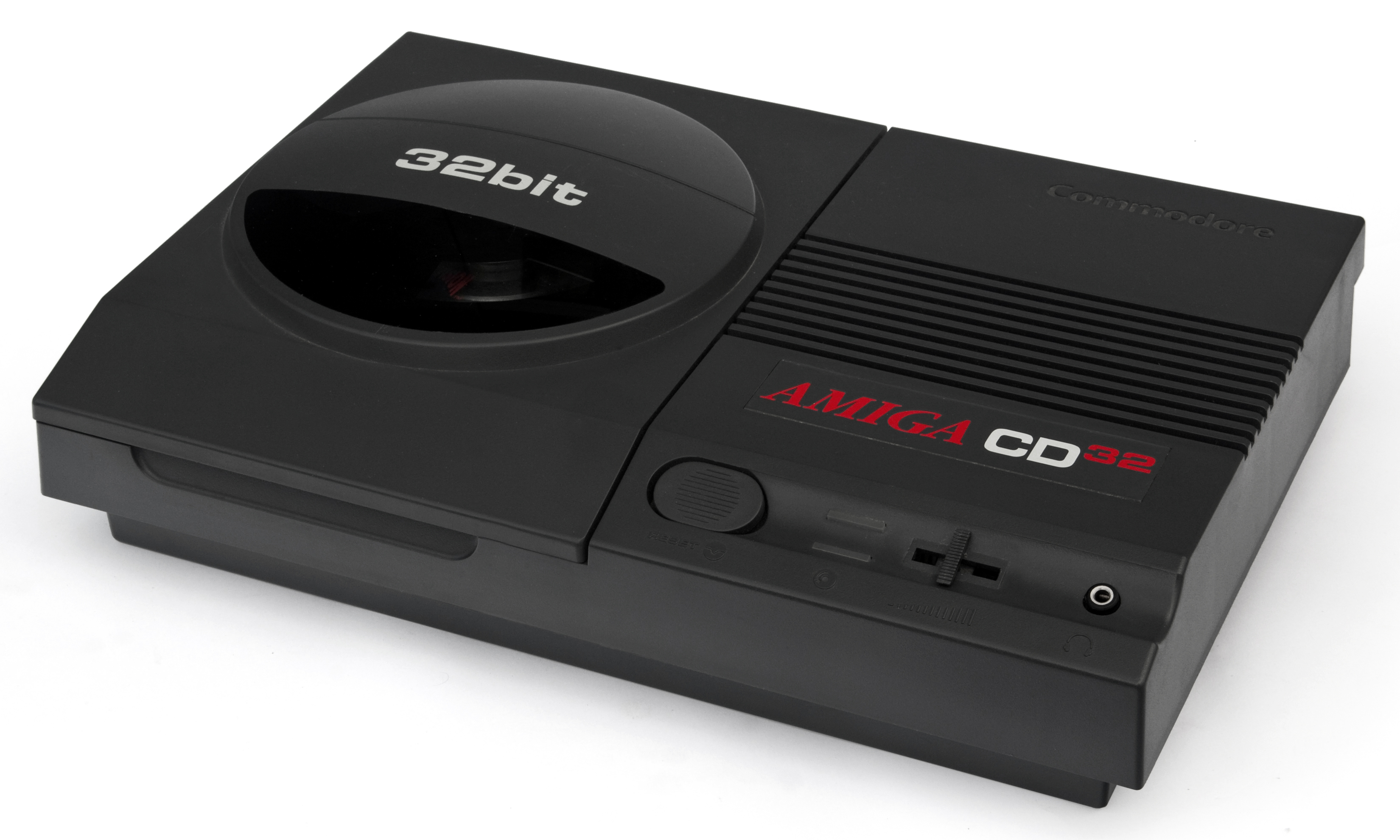
C'est l'une des premières console de l'entreprise la Amiga CD32.

Contrairement à l'Amiga 500 et l'Amiga 600, qui étaient seulement des mises à jour du premier Amiga 1000 sorti en 1985, l'Amiga 1200 fut une amélioration notable, augmentant de près de quatre fois la puissance globale grâce à une cadence doublée du processeur et de la Fast RAM (en option), tout en ayant des performances graphiques bien supérieures. Cependant, l'Amiga 1200 ne fut pas aussi populaire que l'A500. Ses capacités graphiques ne pouvaient pas supporter la comparaison avec les PC compatibles Intel 80386 et 486 qui utilisaient déjà le super-VGA depuis 1990, beaucoup de clones PC avaient déjà une puissance processeur bien supérieure pour un prix à peine supérieur, avec en prime, une bibliothèque logicielle plus étoffée. Les puces Amiga étaient tout simplement plus chères à produire que les puces communes utilisées dans les PCs. Enfin, peu de revendeurs distribuèrent l'Amiga 1200, contrairement aux anciens ordinateurs Commodore, surtout aux États-Unis. Commodore ne donna jamais aucun chiffre de vente, néanmoins il est estimé que moins de 400 000 Amiga 1200 furent vendus à travers le monde avant la faillite de Commodore en avril 1994.
L'Amiga 1200 fut relancé en 1995 après que la marque Amiga fut vendue à Escom AG (en), mais les nouvelles unités furent vendues aux prix de 1992 et avaient des problèmes de compatibilité. La production s'arrêta finalement dans le courant de l'année 1996. En 2003, l'Amiga 1200 était toujours vendu par Amiga, Inc., la quatrième société à posséder les droits de cette machine.
Dans les années 2010, des cartes accélératrices à base de 68030 sont encore produites. La présence du port PCMCIA permettant d'y adjoindre une carte Compact Flash via un adaptateur en font un des modèles Amiga les plus appréciés pour le retrogaming, avec l'Amiga 600.

## Spécifications Techniques
- processeur principal : Motorola 68020 (68EC020RC16) cadencé à 14,18 MHz pour les modèles PAL et 14,32 MHz pour les modèles NTSC[1].
- mémoire vive : 2 Mio Chip RAM
- mémoire morte : 512 kio ROM avec le Kickstart 3.0
- coprocesseurs : chipset AGA
- AmigaOS 3.0
- un port d'extension Zorro II (pour accélérateurs, mémoire)
- un port PCMCIA II
- son : 4 voies stéréo 8Bit (2 à gauche et 2 à droite) uniquement en sortie
- entrée/sorties : port série DB25, deux DB9, port parallèle Centronics

## Jeux
Compte tenu de ses spécifications techniques, l'Amiga 1200 était supposé accueillir des jeux théoriquement infaisables sur un simple A500 et pouvant rivaliser avec les meilleures productions de l'époque, sur consoles de salon et micro-ordinateurs.
Dans la pratique, beaucoup de jeux présentés comme AGA seulement étaient en réalité des adaptations directes de titres ECS bénéficiant simplement de plans de scrollings différentiels en plus ainsi que d'une légère augmentation du nombre de couleurs à l'écran.
Les développeurs renâclant à se couper de la base bien plus grande des possesseurs d'Amiga OCS/ECS, les jeux ne bénéficiaient pas des possibilités étendues des Amiga AGA en matière de gestion des sprites ou de défilements différentiels, par exemple.
Le site de référencement de la logithèque parue sur Amiga Hall of Light répertorie 457 jeux développés pour le chipset AGA qui se répartissent en diverses catégories dont les principales sont :
- Les titres qui lui sont exclusifs (avec éventuellement une version CD32 qui partage le même chipset) : Guardian, Overkill, Banshee, Alien Breed 3D 1& sa suite, The Speris Legacy, Worms: The Director's Cut...

- Les titres partagés avec les versions OCS/ECS et éventuellement d'autres supports : UFO, Alien Breed 2, The Chaos Engine 1 & sa suite, James Pond 2, Brian The Lion, ...

- Les titres partagés avec d'autres supports de l'époque mais n'ayant pas de version OCS/ECS : Le Roi Lion, Aladdin, Sim City 2000, All New Worlds of Lemmings, etc.

À noter que certains jeux OCS/ECS tiraient parti de la plus grande quantité de mémoire disponible en Chip RAM. Ils n'étaient pas AGA à proprement parler mais leur lancement sur un A1200 faisait bénéficier d'améliorations notables (amélioration graphique, meilleure gestion des sons et des temps de chargement, plus d'étapes d'animation, etc.). Alien Breed: Tower Assault, Hired Guns, Colonization, Jungle Strike, Super Skidmarks ou Worms en sont les exemples les plus connus. Certains jeux furent même commercialisés avec la mention AGA alors qu'ils fonctionnaient parfaitement sur tout Amiga possédant 2 Mio de mémoire CHIP. C'est le cas notamment de Jungle Strike, Dungeon Master II, Primal Rage, James Pond 3 (qui doit cependant être patché pour cela) ou Burnin' Rubber.
Entre la fin des années 1990 et le début des années 2000, l'apparition de cartes graphiques pour toute la famille Amiga rendit obsolète la nécessité du chipset AGA pour les jeux les plus avancés graphiquement. Ainsi, Quake, Heretic II ou WipEout 2097 fonctionnent sur tout Amiga muni d'une carte graphique et d'une carte accélératrice suffisante.